# Neotheronia mandibularis
Neotheronia mandibularis là một loài tò vò trong họ Ichneumonidae.